# Cimetière de Chilvert

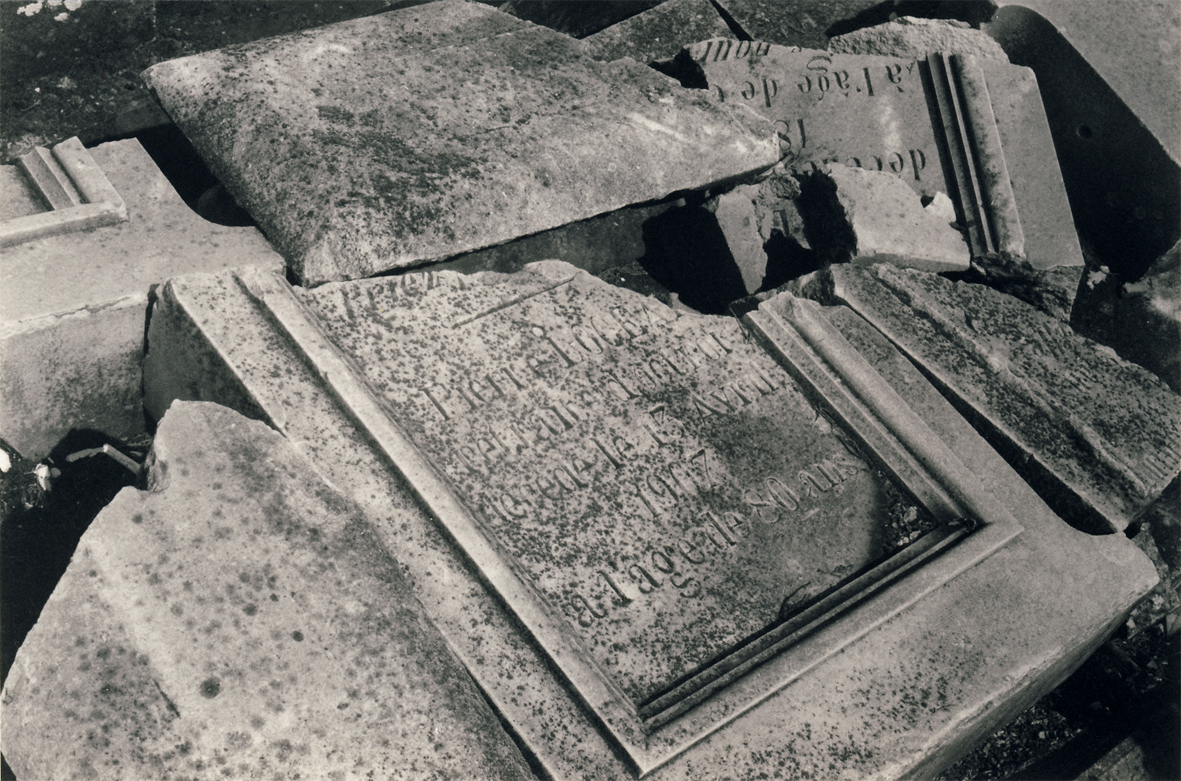
Pierres tombales du XIXe siècle abandonnées, cimetière de Chilvert, Poitiers (Vienne, France).

Le cimetière de Chilvert est le plus ancien cimetière de Poitiers. Créé en 1797, il a
été construit sur le terrain confisqué d'une ancienne maison de plaisance d'un chanoine de Saint-Hilaire. Il couvre 6 hectares et sa partie ancienne est arborée. Elle abrite un cèdre du Liban, probablement planté lors de sa création, classé arbre remarquable de France.

## Monument
Le cimetière abrite un monument au réseau de résistance Louis Renard et ses 52 morts pour la France

## Personnalités inhumées
Liste non exhaustive
- Charles Bailly (1871-1901), agent de police à Paris qui mourut noyé dans la Seine en tentant de sauver une femme qui venait de s'y jeter. La rue de l'Agent-Bailly dans le 9e arrondissement de Paris a été nommée d'après lui.
- Olivier Bourbeau (1811-1877), doyen de la faculté de Poitiers, député puis sénateur et ministre de l'Instruction publique de 1869 à 1870[2]
- Louis-François-Marie Bellin de La Liborlière (1774-1847), écrivain, auteur de romans gothiques
- Charles Cochon de Lapparent (1750-1825), homme politique sous la Révolution, le Consulat et l'Empire[2]
- Sylvain Drault (1795-1848), avocat et député[2]
- Paul Guillon (1913-1965), médecin militaire et homme politique, compagnon de la Libération[2]
- Camille de La Croix (1831-1911), prêtre jésuite belge, professeur de musique et archéologue[2]
- Laurent-Jules Marlet (1815-1881), artiste peintre
- Claude-Arnould Poute (1730-1806), amiral et aristocrate
- Robert Thuillier (1910-2004), photographe et globe-trotter

## Cénotaphe
- Gaston Hulin (1882-1944), homme politique et résistant, mort en déportation[2]